# 沉默的未知
《沉默的未知》是2000年至2001年东京电视台播放的電視动画。

## 簡介
一對幸福的戀人，被一場意外拆散。達特·金城雖然倖存下來，但卻並沒有忘記一切。
另一方面，失去所有親人後的哈蒂與外星人佛蘭克一起被收留在委內拉爾，而龍·索瑪也與他們相遇了。
在與外星人的戰鬥中，達特·金城改名龍·索瑪，為了不讓大家受傷而被迫數次幫助佛蘭克，內心的不平衡顛倒了龍的情緒。但在哈蒂單純的眼中，龍已經從一個壞妖精變成好妖精了。
人類究竟為何而戰？隨著進入巡禮之地的佛蘭克意識的恢復，真相也終於被揭開。為了與妻子再見的尤里·列歐洛夫最後失望地沉睡了。
毀滅的時刻，在覺醒的人們的戰鬥下，佛蘭克再次睜開眼睛，為了糾正自己分身鑄下的錯誤而飛向了太空。
之後，就是和平的6年。災難似乎要降臨了，人類再次向太空邁步，因為這次，是自己保護自己了。

## 製作
- 原作（原案）：矢立肇、片山一良
- 監督：片山一良
- 系列構成：山口宏、片山一良
- 角色設計：村瀨修功
- 機械設計：山根公利
- 音樂：服部克久
- 動畫製作：日昇
- 製作：勝利娛樂、日昇